# 王新瑋
王新瑋（1997年5月8日—）為臺灣男子籃球運動員，場上位置為後衛，現效力於超級籃球聯賽台灣啤酒。王新瑋畢業於高中乙級籃球聯賽新興高中、萬能科技大學，總計打了六年大專籃球聯賽，在研究所最後一年幫助萬能科技大學打上公開男一級，2021年加盟超級籃球聯賽台灣啤酒。

## 外部連結
- 王新瑋在fiba3x3.com（英语）
- 王新瑋在Eurobasket.com（球員）（英语）
- 王新瑋在Flashscore（英语）